# Per Öhman
Per Öhman, född 1785, död 1 oktober 1818 i Stockholm, var en svensk violast och violinist vid Kungliga hovkapellet.

## Biografi
Per Öhman föddes 1785. Han anställdes 15 februari 1813 som violast vid Kungliga hovkapellet i Stockholm. Från den 15 juni 1814 var han istället anställd som violinist. Öhman gifte sig samma år med Anna Sofia Henriksson. De fick tillsammans barnen Per Georg och Maria Sophia. Han avled 1 oktober 1818 i Stockholm.